# Mus pahari
Mus pahari (Миша Гарднера) — вид роду мишей (Mus).

## Поширення
Країни поширення: Бутан, Камбоджа, Китай, Індія, Лаос, М'янма, Таїланд, В'єтнам. Знаходиться між 200 і близько 2000 м над рівнем моря.

## Екологія
Це нічний, напів-деревний і наземний вид. Цей вид зустрічається в основному в гірських лісах (в первинних і вторинних); може бути знайдений на узліссі. Будує кульові гнізда з сухої трави.